# Alive in Athens
Alive in Athens je prvi live-album sastava Iced Earth. Sniman je u Atenskom klubu Rodon 23. i 24. siječnja. Album se sastoji od 3 cd-a. Mnogi kažu da je ovo jedan od najboljih liva-albuma u posljednjih 10g... Također postoji i Dvd izdanje Alive In Athens DVD, na kojem se nalazi većina spotova ovdje navedenih pjesama.

## Popis pjesama
Disc 1
1. "Burning Times" – 4:06
2. "Vengeance is Mine" – 4:42
3. "Pure Evil" – 6:32
4. "My Own Savior" – 3:42
5. "Melancholy (Holy Martyr)" – 4:55
6. "Dante's Inferno" – 16:23
7. "The Hunter" – 4:09
8. "Travel in Stygian" – 9:02
9. "Slave to the Dark" – 3:52
10. "A Question of Heaven" – 8:17

Disc 2
1. "Dark Saga" – 4:02
2. "Last Laugh" – 4:38
3. "Last December" – 3:37
4. "Watching Over Me" – 4:53
5. "Angels Holocaust" – 4:31
6. "Stormrider" – 4:50
7. "Path I Choose" – 5:44
8. "I Died for You" – 4:44
9. "Prophecy" – 6:10
10. "Birth of the Wicked" – 5:42
11. "The Coming Curse" – 8:56
12. "Iced Earth" – 6:58
13. "Colors" - 5:13

Disc 3 (Bonus Disc)
1. "Stand Alone" – 3:30
2. "Cast in Stone" – 6:02
3. "Desert Rain" – 7:19
4. "Brainwashed" – 5:12
5. "Disciples of the Lie" – 4:11
6. "When the Night Falls" – 7:47
7. "Diary" – 5:52
8. "Blessed Are You" – 5:46
9. "Violate" – 3:53

## Postava
- Jon Schaffer - Ritam gitara, Prateći vokal
- Matt Barlow - Glavni vokal
- James MacDonough - Bass gitara
- Larry Tarnowski - Glavna gitara
- Brent Smedley - Bubnjevi